# La Fée aux Choux
La Fée aux Choux (Die Kohlfee) ist ein französischer fiktionaler Stummfilm, der im Jahr 1896 uraufgeführt wurde. Regie führte Alice Guy-Blaché, die auch das Drehbuch schrieb. Der Film entstand in den Filmstudios Gaumont.

## Handlung
In einem Garten grüßt eine Blumenfee das Publikum (Blick in die Kamera) und beugt sich über riesige Kohlköpfe (frz. Choux). Sie zaubert erst ein, dann zwei und schließlich ein drittes Neugeborenes hervor, das von einer Puppe dargestellt wird. Die Babys werden nacheinander im Vordergrund auf den Boden gelegt und zappeln weiter, während die Fee sich mit weit ausholenden Armbewegungen fortbewegt. Der Film veranschaulicht die Legende der französischen Folklore, nach der kleine Jungen in Kohlköpfen und kleine Mädchen in Rosen geboren werden.

## Rezeption
Der Film gilt unter Filmhistorikern als der erste Film, der eine Minute lang ist und somit einer der längsten Filme des Jahres 1896. Er wurde als Einakter inszeniert und wird als erster fiktionaler Film der Welt angesehen.
Es gibt unterschiedliche Meinungen in der Filmforschung darüber, ob L'Arroseur arrosé von Louis Lumière oder La Fée aux Choux von Alice Guy-Blaché als erster fiktionaler Film betrachtet werden sollte. Die Regisseurin Alice Guy-Blaché berichtete, dass die erste Fassung des Filmes im Dezember des Jahres 1895 entstanden sei, danach hätte es weitere Versionen im Jahr 1896 gegeben.
Auch über das Genre wird diskutiert. Im französischen Sprachraum wird der Einakter als "Conte fantastique" bezeichnet, also eine fantastische Erzählung. Im englischen Sprachraum wird La Fée aux Choux als "narrative film" bezeichnet, also als Spielfilm beschrieben. Im deutschen Sprachraum wird er sowohl als Spielfilm, fiktionaler Film als auch als Fantasyfilm eingeordnet.

## Dokumentationen
- La Fée aux Choux in der Online-Filmdatenbank